# Cronica delle cose occorrenti ne' tempi suoi
La Cronica delle cose occorrenti ne' tempi suoi è un trattato di carattere storiografico del fiorentino Dino Compagni.

## Storia
Scritto ai primi del Trecento in una fresca e efficace prosa in volgare è uno dei più importanti testi contemporanei a Dante Alighieri e parla spesso degli stessi personaggi e avvenimenti storici, con uno stesso punto di vista politico (anche il Compagni era un guelfo bianco), offrendo un preziosissimo strumento di comparazione e riscontro di quanto scritto nella Divina Commedia.
La storia della pubblicazione del libro è di per sé molto singolare: circolata a livello quasi segreto tra i contemporanei del Compagni, trascritta ma non stampata, per via dei numerosi nomi di famiglie importanti che esplicitamente si citavano in una luce di critica, fu riscoperta dall'oblio solo nel Settecento, con la pubblicazione ad opera del Muratori nel 1726 e successivamente dal Manni (1728). Nell'Ottocento l'opera del Compagni godé del grande interesse rinato per l'epoca medievale, inquadrata nell'ottica romantica, e della cultura dantesca. Nel 1825 Pietro Giordani scriveva a Gino Capponi: "Non è una meraviglia di scrittore Dino Compagni: contemporaneo a Dante; e autore di una tal prosa, che per brevità, precisione, vigore, non avrebbe da vergognarsene Sallustio?".
In quel secolo le edizioni furono numerosissime, la più importante delle quali è quella di Isidoro del Lungo, un monumentale lavoro filologico su tutti i codici esistenti e sui testi contemporanei. Nel corso del lavoro del Del Lungo (1879-1887) fu scoperto un manoscritto più antico rispetto a quelli conosciuti, risalente al terzo quarto del XV secolo e oggi alla Biblioteca Medicea Laurenziana, che dissipò definitivamente i dubbi di autenticità dell'opera, avanzati da una larga parte di studiosi, soprattutto di area germanica.
Da allora le edizioni si sono susseguite con un ritmo sempre più incalzante, subendo però una drastica riduzione dal dopoguerra, a segnare una specie di eclissi del Compagni dalla cultura italiana contemporanea.

## Contenuti
"Diario di una sconfitta scritto da uno sconfitto", è stata chiamata la Cronica: i fatti narrati vanno dalla battaglia di Campaldino, alla nascita delle fazioni dei guelfi bianchi e neri, dalle trame di Bonifacio VIII all'arrivo di Carlo di Valois a Firenze. La rievocazione dei fatti vissuti in prima persona è appassionata, coinvolgente, vivacizzata talvolta da sarcasmo e ironia, mescolate alle invettive e alla deprecazione per gli odi e le passioni implacabili che minano una pacifica convivenza a Firenze.
Rispetto alla Nova Cronica di Giovanni Villani e parenti, l'altra fondamentale fonte sulla storia medievale di Firenze, il Compagni ha uno stile sicuramente più vivace, più informato e meno soggetto a quella facilità di accogliere qualsiasi notizia come vera, che spesso invalida il testo del Villani.